# Bangville Police
Bangville Police ist ein US-amerikanischer Stummfilm von Henry Lehrman aus dem Jahr 1913.

## Handlung
Die Farmerstochter versorgt die Kuh und erzählt ihrem Vater, wie schön es wäre, ein Kälbchen auf der Farm zu haben. Kurze Zeit später sieht sie zwei fremde Männer im Stall und denkt, es seien Verbrecher. Sie benachrichtigt die Polizei im Nachbardorf und der durch ihren Anruf aus dem Mittagsschlaf geweckte Polizeichef versucht, die Farm zusammen mit dem Sheriff per Auto zu erreichen, hat jedoch Probleme mit dem Wagen. Eine andere Gruppe Polizisten eilt mit Mistforken und Schaufeln bewaffnet zur Farm.
Die Farmerstochter verbarrikadiert sich unterdessen in ihrem Zimmer. Als ihre Mutter den Raum betreten will, ruft sie panisch „Einbrecher!“ aus, was ihre Mutter denken lässt, es wären Einbrecher im Haus. Sie alarmiert ihren Mann, der sich mit einer Pistole bewaffnet Zugang zum Zimmer verschafft und seine verängstigte Tochter im Kleiderschrank versteckt vorfindet. Die eingetroffene Polizei wiederum glaubt, der Vater sei der Verbrecher, wird jedoch von der Farmerstochter auf die zwei fremden Männer im Kuhstall aufmerksam gemacht. Gemeinsam begeben sich alle in den Stall und finden dort ein Kälbchen vor, das die Farmerstochter sofort in ihr Herz schließt.

## Produktion
Bangville Police ist einer der ersten Filme, in denen die Keystone Cops auftraten, und gilt als wegweisend im Hinblick auf weitere Keystone-Cops-Filme. Die Komödie wurde im März 1913 abgedreht. Sie erlebte am 24. April 1913 ihre Uraufführung und wurde als split reel zusammen mit dem Sennett-Film A Fishy Affair gezeigt.